# Macrophyes manati
Macrophyes manati là một loài nhện trong họ Anyphaenidae.
Loài này thuộc chi Macrophyes. Macrophyes manati được Antonio D. Brescovit miêu tả năm 1993.